# 近畿大学附属高等学校・中学校
近畿大学附属高等学校・中学校（きんきだいがくふぞくこうとうがっこう・ちゅうがっこう）は、大阪府東大阪市若江西新町に所在し、中高一貫教育を提供する私立中学校・高等学校である。高等学校においては、中学校から入学した内部進学の生徒と高等学校から入学した外部進学の生徒との間では3年間別クラスになる併設型中高一貫校。略称は『近中』、『近高』、『近大附属』『近附』『近大附』。

## 概要
近畿大学に隣接している附属学校で、校歌は中学校・高等学校ともに近大の校歌（「近畿大学　おお　近畿」と歌い終わる）を使用している。
高校は生徒数が約3000人もいるマンモス校である。そのため朝礼は、学校全体として行われず学年ごとに月に1度行われる（なお、中学校では3学年合同で朝礼を行う）。冬季の極寒期には外での朝礼を行わず、必要時に応じて校内放送で行われることが多い。校舎は、一般教室棟は5階建・特殊教室棟が11階建。
近畿大学への内部進学は、主に推薦入試を経る方式であったが、高校在校中の成績や3年次でのテスト結果を元に、無試験で同大学に進学できる新システムが2005年より導入された。開始2年間は以前の推薦入試と並行して行われた。それにもかかわらず内部からの一般入試合格者（受験料は受験者側が負担）は毎年100名以上出ている。
中学校からの中高一貫教育を実施したのは比較的新しく、年々拡充しつつあるものの高校が主体の体制からは完全に転換できてはいない。
2013年よりiPadを用いたICT教育を開始し、全生徒が自己負担でiPadを購入している。また、各教室にプロジェクターを設置するなど先端的な教育を行っている。

## 沿革
- 1939年（昭和14年） - 日本工業学校として開校[2]。
- 1943年（昭和18年） - 戦時措置例により修業年限を1年短縮（1946年に復元）。
- 1947年（昭和22年） - 学制改革に伴い、大阪理工科大学附属中学校を設置。
- 1948年（昭和23年） - 大阪理工科大学附属高等学校を設置（普通科・電気科・機械科・建築科）。
- 1949年（昭和24年） - 近畿大学附属高等学校・附属中学校と改称、商業科を増設。
- 1957年（昭和32年） - 通信制課程を併設。
- 1963年（昭和38年） - 普通科に女子部を設置[3]。
- 1976年（昭和51年） - 定時制課程を生徒募集停止。
- 1977年（昭和52年） - 電気科・機械科・商業科を生徒募集停止。
- 1978年（昭和53年） - 全日制課程に理数科を設置。
- 1984年（昭和59年） - 全日制職業課程（電気科・機械科・商業科）を廃止。
- 1987年（昭和62年） - 定時制課程（夜間、普通科・電気科・機械科・商業科）と通信制課程（普通科）を閉課。全日制課程普通科に国際コース・情報処理コースを新設。
- 1988年（昭和63年） - 高校新校舎の一部が完成し、各学年の一部だけが、移転。分離状態となった。
- 1989年（平成元年） - 高校新校舎が完成し、新年度から全生徒が移転[4]。
- 1990年（平成2年） - 新入生より男女共学に移行。
- 1992年（平成4年） - 女子部で最後の卒業式を挙行。
- 1993年（平成5年） - 校章デザイン（近畿大学の学園章と同じ）改定、新入生より制服（ブレザー）を改定。
- 1995年（平成7年） - 2学期制を導入（2001年に再度3学期制に戻す）。
- 1996年（平成8年） - 中学新校舎が完成し、中高一貫コース（高校ではJクラス）を設置（2000年に中等教育部へ改組）。
- 2001年（平成13年） - 中学・高校を「近畿大学附属高等学校・中学校」として運営を統合。
- 2002年（平成14年） - 中学に医薬進学・英数特進・英数標準コースを、高校普通科2年に理工学部進学クラスをそれぞれ設置。
- 2006年（平成18年） - 高校普通科に特進コースと進学コースを設置。
- 2012年（平成24年） - 中学に新コース制「MAP」導入

## 男女別学時代
また、高校は男女別学時代を経験しており、1963年度から初の女子生徒（普通科）を入学させるが、男子校を継続する形として、近畿大学内の高校男子校舎から1キロほど離れた附属中学校・小学校の校舎内に高校女子校舎を設置された。略称は『女子部』『近女（きんじょ）』高校入試関連雑誌などでは「男女共学」で記載されたもの、男子部・女子部各校舎間が約1キロほど離れていたため、男子部・女子部との間での交流も一切なく、入学式・体育祭・文化祭・卒業式などの全ての学校行事や昼食、校章デザインも全て男女別で行ってきた。なお、「校歌」のみ男子部・女子部一緒。当時の男子部の制服は黒のホック留め蛇腹の海軍型詰襟学生服を採用され、男子部校舎は「河内の学習院」と呼ばれていた。男子部の生徒数も毎年1200人以上入学しており、3学年合わせて3700人も在籍され、全国の男子校の高校として最大数となり、学校全体としての朝礼は行われず学年ごとに月に1度行われた。また女子部も毎年130人近く入学し、3学年合わせて380人近くとなり、男子部・女子部合計して4000人のマンモス校となった。男女別学時代にも学食も設置していたが、昼休みの学食での食事は男子部限定。通学路も男女別であり、男子部は近鉄大阪線長瀬駅下車して大学道りを徒歩、女子部は近鉄奈良線八戸ノ里駅下車から徒歩であり、男子部のほとんどの生徒たちは女子部の制服姿を見かけたことも一切なかった。また、春の選抜高校野球には男女別学として過去最多の6回（1967年、1971年、1975年、1988年、1989年、1990年）出場しており、応援席のみ男子部・女子部一緒で行っていた。応援席も男子部・女子部に分断されているとおり、男子部・女子部間に境界線を作り、大半が男子部、最下段の端っこは女子部となっていた。試合が始まり、応援に駆けつけた男子部・女子部各生徒たちが一緒に声を合わせてメガホンで「かっ飛ばせ！○○！ファイト！ファイト！近大！」と叫びながら選手たちにエールを送る。男子部・女子部共通の「ワッショイショイ！」、男子部限定の「応援歌」「附属節」「翠嵐節」などのレパトリーは50もあり、7回の攻撃に突入並びに勝利した時の「校歌」は男子部・女子部共通であり、男子部・女子部一緒に大合唱した。応援に駆けつけたほとんどの男子部の生徒たちが女子部の制服姿を見かけたのは一度限りでもあった。男女別学時代の「校歌」もシングルレコード化されたことがある。放課後、休日は部活（吹奏楽部、スキー部、水泳部など）に所属する女子部の生徒たちが男子部の校舎に来て、部活を通して男子部・女子部の交流の場となっていた。休日も男子部校舎内の学食も開店しており、学食での昼食は基本的では男子部限定であるが、部活で来る女子部の生徒たちも学食で昼食することも可能だった。
制服
1980年代当時。1990年の男女共学移行当時も継続され、1992年度入学生まで。
男子部：男子校の伝統でもある詰襟。黒のホック留め蛇腹の海軍型詰襟学生服、左右両襟に襟章（校章）を刺繍、学帽あり。学帽を通学路にて着帽していないと、生活指導部より指導が入った。夏は、半袖の白ワイシャツに、ライトグレイのズボン。雨に濡れると変色する為、生徒達からは不評だった。
女子部：紺のダブルのブレザー（右ポケットに女子部のイニシャル「K.G.H.」を刺繍）、薄青のブラウスにエンジ色のネクタイ、ベレー帽あり。
校章
男子部：大学の学園章に「髙」（1990年の男女共学移行当時も継続され、1992年度まで）。
女子部：大学の学園章に縦書きで「女髙」。
昼食方法
男子部：食堂あり（大学との併用の為、煙草の自販機があった）
女子部：教室内で持参の弁当のみ

## 設置学科・コース
本校は学科・コース・生徒数が非常に多いため、「1年2組」や「3年A組」等の、日本では一般的なクラス名称は使われない。
2011年度までのコース
- 普通科
  - 進学コース（1年次はPコース。2年次からは文系はAコース、理系はBコースに分けられる。また特進クラスが、文理1クラスずつ設置され、それぞれAコース、Cコースとなる。クラス名の例：1P13、2A1、3B5等）
    - 2年次のコース分けで学業成績、希望により特進、進学にコース変更できる。近畿大学へ進学する場合は進学コースになる。理数、国際はコース変更不可。
    - かつて、現在の校舎になってからパソコンが一般に普及するまでは情報処理コース（Eクラス、文理共通）があった。

  - 特進コース（Tコース 例：1T2）
  - 英語特化コース（Gコース 例：1G2）
    - 1年の終わりに海外語学研修がある。また、希望によりTOEICを受験する。

  - 中高一貫コース（Jコース 例：4J1）高等学校では、4J（1年）、5J（2年）、6J（3年）となる。
    - 医薬進学コース（J1）
    - 英数特進コース（J2（特進Ⅰ）、J3（特進Ⅱ））
    - 英数標準コース（J4 - J7）
- 理数科（Sコース 例1S2）
中高一貫コース以外、すべて高校からの募集である。また、2005年度から群別学年制が導入されて、以下のようにクラスが分けられている。教員はいずれかの群に属する。なお、この群は、学校側がコースをまとめるために導入しただけであるので、保護者や生徒にはほとんど関わりが無い。
  - 1群 中高一貫コース（Jコース）
  - 2群 進学コース（Aコース、Bコース、Gコース）
  - 3群 特進コース（Sコース、Tコース）
  - 4群 スポーツクラス

2012年度からのコース
- 文理コース（Super文理コース、特進文理コースⅠ、特進文理コースⅡ）
Super文理コース（京大、阪大進学）2クラス、特進文理コースⅠ（難関国公立大学進学）2クラス、特進文理コースⅡ（国公立大学進学）3クラス→理数科、普通科特進コース（3群）の再編
  - 各学年次の文系、理系コース分けで学業成績、希望進路により入れ替えを行う。
  - 初年度（2012年）Super文理の倍率が36倍と2012年大阪府私立入試で最も高い倍率となった。
- 普通科（英語特化コース）→国際コースと同様（群に変更）入学後にコース変更不可。
  - 海外語学研修がある。また、希望によりTOEICを受験する。
  - 英検準2級以上であれば入学試験で点数が加算される。英検準1級またはTOEIC600点相当であれば特技専願Bでも出願できる。
- 普通科（進学コース）→進学コースと同様、2年次で文系、理系に分かれる。
  - 近畿大学進学に特化したカリキュラム　入学後にコース変更不可。
  - 進学コースを専願で受験する場合は1.一般専願（学科試験入試→進学）、2.特技専願A方式（スポーツ実績重視型入試→スポーツ）、3.特技専願B方式（スポーツ・文化活動かつ学業成績評価型入試（中学校での平均絶対評価が3.3/5以上）→進学）のいずれかを選択。
  - 全コースとも書道Ⅰ必修。理系コースでは美術・音楽の授業が無い。（建築系の大学・学科では美術デッサンの講義がある。）美術、音楽の授業はは文系クラスの3年時での選択制のみ。
- 中高一貫コース（Jコース 例：4J1）高等学校では、4J（1年）、5J（2年）、6J（3年）となる。
  - 医薬コース（J1）
  - 英数アドバンスド（J2（アドⅠ）、J3（アドⅡ））→英数特進コースと同様
  - 英数プログレス（J4 - J8）→英数標準コースと同様

## 教育目標
知・徳・体の調和のとれた全人教育をすすめ、社会で信頼と尊敬を得る人材の育成を目指す。
1. 深い思索力、旺盛な研究心、高い学力を身につけた、創造的能力をもつ生徒
2. 礼儀正しく、豊かな情操と高い気品をもつ生徒
3. 規則を守り、進んで責任を果し、自他の人格を尊重する生徒
4. 常に報恩感謝の念を忘れず、進んで社会のために奉仕する生徒
5. 強固な意志を持ち、自らを開発伸展しようとする生徒
6. 国際的視野に立ち、社会的事象を公正に判断できる生徒
7. 相互敬愛の精神をもち、思いやりのある生徒

を育てる。

## 高校の部活動
部活動では、野球部から多くのプロ野球選手を輩出している。
春の選抜大会では、1990年（第62回）で全国制覇している。その後は2008年夏（第90回）と2018年夏（第100回）に、南大阪代表として出場している。過去に甲子園大会へは合計12回（春7回・夏5回）出場。高校野球での公式表記は『近大付』（阜部（こざとへん）が付かない）。
サッカー部は当初、同好会として発足したが、後に正規の運動部となってからは大阪府下でも強豪チームとなり、近年は全国高等学校サッカー選手権大会の大阪府代表として多く出場している。
水泳部も力を入れており、過去にオリンピックに出場した選手を送り出している。男子は歴代最多15回、女子も歴代最多18回のインターハイ総合優勝経験がある。しかしながら校舎内に水泳施設はない（隣接する近畿大学クラブセンター内の50mプールを利用）。イトマンスイミングスクールと関係が深く、スクール生を水泳部員として受け入れていた。一般生徒を対象とした水泳の授業はない、という変わった面もある。
ほかに運動部では、陸上競技・相撲・レスリング・ラグビー・スキー部など、また文化部では吹奏楽・囲碁将棋部などが、全国大会の大阪府代表として選出され活躍している。

## 出身者
- 伊勢多恵美（水泳選手　ロサンゼルスオリンピックに出場）
- 加藤真志（水泳選手　ソウル・バルセロナオリンピックに出場）
- 鳥飼淳子（水泳選手　バルセロナオリンピックに出場）
- 千葉すず（山本すず）（水泳選手　自由形の日本記録保持者　バルセロナ、アトランタ五輪に出場）
- 安井久登（水泳選手　アトランタオリンピックに出場）
- 井本直歩子（水泳選手　アトランタオリンピックに出場）
- 青山綾里（水泳選手　アトランタオリンピックに出場。1998年世界選手権100mバタフライ銀メダリスト・400mメドレーリレー銅メダリスト）
- 中尾美樹（水泳選手　シドニーオリンピック200m背泳ぎ銅メダリスト）
- 山本貴司（水泳選手　アテネオリンピック200mバタフライ銀メダリスト・400mメドレーリレー銅メダリスト）
- 奥村幸大（水泳選手　アテネオリンピック400mメドレーリレー銅メダリスト）
- 入江陵介（水泳選手　ロンドンオリンピック100m背泳ぎ銅メダリスト・200m背泳ぎ銀メダリスト・400mメドレーリレー銀メダリスト）
- 寺川綾（水泳選手　ロンドンオリンピック100m背泳ぎ銅メダリスト・400mメドレーリレー銅メダリスト）
- 山口美咲（水泳選手　北京オリンピック・リオデジャネイロオリンピックに出場）
- 高野綾（水泳選手　ロンドンオリンピックに出場）
- 竹村幸（水泳選手　日本選手権優勝）
- 井狩裕貴（水泳選手　2020年東京オリンピック日本代表）
- 池本凪沙（水泳選手　2020年東京オリンピック日本代表）
- 林希菜（水泳選手　2022年世界水泳選手権日本代表）
- 呉山義雄（元プロ野球選手）
- 木村貴臣（元プロ野球選手）
- 米谷延夫（元プロ野球選手）
- 中司得三（元プロ野球選手）
- 木村孝（元プロ野球選手）
- 木村悟（元プロ野球選手）
- 金田進（元プロ野球選手）
- 西岡剛（元プロ野球選手）
- 木下文信（元プロ野球選手）
- 脇坂浩二（元プロ野球選手）
- 犬伏稔昌（元プロ野球選手）
- 大塔正明（元プロ野球選手）
- 久保充広（元プロ野球選手）
- 森岡裕之（元プロ野球選手）
- 金城龍彦（元プロ野球選手）
- 藤井彰人（元プロ野球選手）
- 山下勝充（元プロ野球選手）
- 野村宏之（元プロ野球選手）
- 鶴直人（元プロ野球選手）
- 坂元忍（プロ野球コーチ・埼玉西武ライオンズ）
- 山本常夫（高校野球監督・日本福祉大学付属高等学校）
- 原田茂（バスケットボールコーチ）
- 北村豪希（プロバスケットボール選手・大阪エヴェッサ）
- 塩谷伸介（元サッカー選手）
- 金川幸司（元サッカー選手）
- 喜多靖（元サッカー選手）
- 辻本茂輝（元サッカー選手・元シドニー五輪予選代表）
- 中村元（サッカー選手）
- 大西勝吾（サッカー選手）
- 田中直基（サッカー選手）
- 河村慶人（サッカー選手）
- 吉田正雄（ラグビー選手・全日本代表）
- 豊田偉明（ラグビー選手・全日本代表）
- 大窪光（ラグビー選手）
- 滝澤翔太（ラグビー選手）
- 豊田大樹（ラグビー選手）
- 吉田竜二（ラグビー選手）
- 石橋尚也（ラグビー選手）
- 松岡将大（ラグビー選手）
- 六車卓也（元WBA世界バンタム級チャンピオン）
- 石野貴之（競艇選手）
- 竜田夏苗（棒高跳選手）[22]
- 秀島正芳（スポーツトレーナー）
- 小籔千豊（お笑いタレント 、吉本興業）
- テント（漫談家、タレント）
- 田中宏幸（ベーシスト・元レイジー、明治大学附属中野高校へ転校）
- つんく♂（シャ乱Q、音楽家、音楽プロデューサー）
- まこと（シャ乱Q・ドラム、作詞家、タレント）
- しゅう（元シャ乱Q・ベーシスト）
- 広沢タダシ（作曲家、アーティスト）
- 笑福亭鶴二（落語家）
- 山村隆太（ミュージシャン・flumpool）
- 尼川元気（ミュージシャン・flumpool）
- 川田敬一（法制史学者）
- 射手矢侑大（医師、フードファイター）
- 上中勇樹（フジテレビアナウンサー）
- 瀧川剛史（NHKアナウンサー）
- 東優花（テレビユー福島契約アナウンサー）
- 田中誠太（元八尾市長）
- 欧勝竜健汰（大相撲力士・鳴戸部屋）
- 森田隼人（実業家、料理人、元プロボクサー）
- ともやん（YouTuber・Lazy Lie Crazy）
- ヨッピー（Webライター）

## アクセス
- 近鉄大阪線長瀬駅 徒歩約20分[23]。
- 近鉄奈良線八戸ノ里駅 徒歩約20分。
- 近鉄バス「近畿大学東門前」、「上小阪住宅前」停留所 徒歩約5分[23]。
- 有料のスクールバス（近鉄バス運行）が、門真市駅（京阪本線・大阪モノレール）、門真南駅（Osaka Metro長堀鶴見緑地線）、鴻池新田駅（JR学研都市線）、久宝寺口駅（近鉄大阪線）、久宝寺駅（JR大和路線・おおさか東線）より運行されている[23]。
- 片道2km以上で交通が不便な地域（スクールバスが運行されない地域）の場合は自転車通学が可能。